# Kyttälä
Kyttälä sont les quartiers numéros 11 et 12 (finnois : Kaupunginosat XI ja XII)  de Tampere en Finlande,.

## Description
Kyttälä est limité au nord par la rue Satakunnankatu, au sud par les rues Ratina et Vuolteenkatu, à l'ouest par le Tammerkoski et à l'est par la gare  ferroviaire.

## Lieux et monuments
- Église orthodoxe de Tampere (1899)
- Gare de Tampere (1936)
- Hôtel Tammer (1929)
- Immeuble Ruuskanen (1892–1901)
- Lycée classique de Tampere (1907)
- Pont des rapides
- Parc des rapides
- Parc de Tammer
- Parc du facteur
- Ancienne école de commerce (1912)
- Banque de Finlande (1943)
- Sorin aukio
- Satakunnansilta (1900)
- Palais de Haarla (1923)
- Bâtiment de l'hôtel Emmaus (1936)
- Hôtel Ilves (1986)
- Koskikeskus (1988)
- Maison du chemin de fer (1896)
- Lumilinna (1957)
- Maison de Nappari (1920)
- Maison Osonen (fi) (1910)
- Maison de la SMK (fi) (1943)
- Grand magasin Stockmann (1981)
- Maison Varma (1937)
- Maison Voima (fi) (1937)

## Galerie

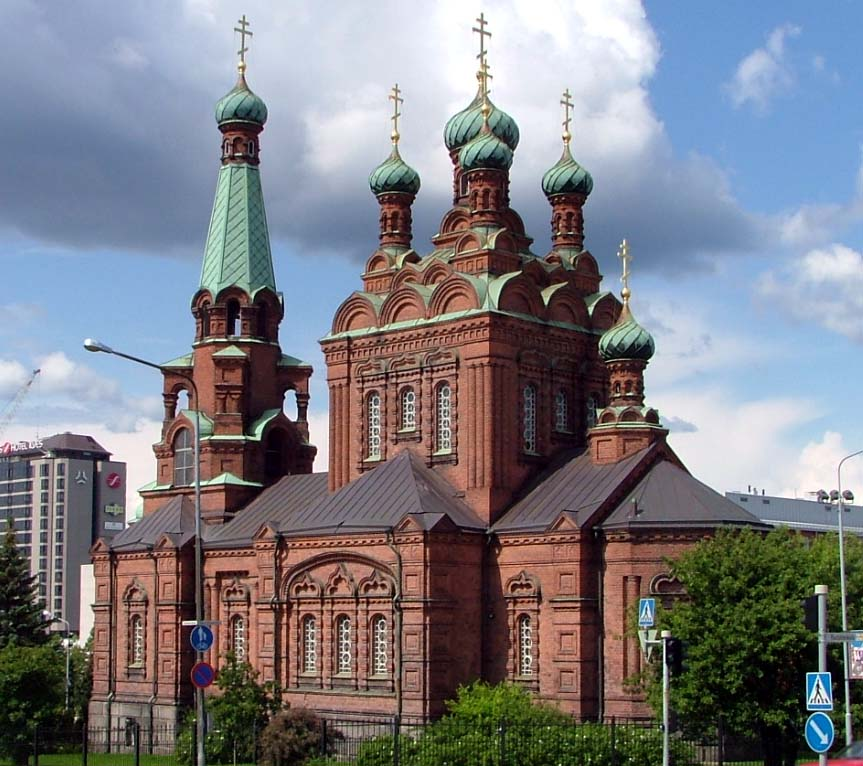
L'Église orthodoxe et la place Sorin aukio.
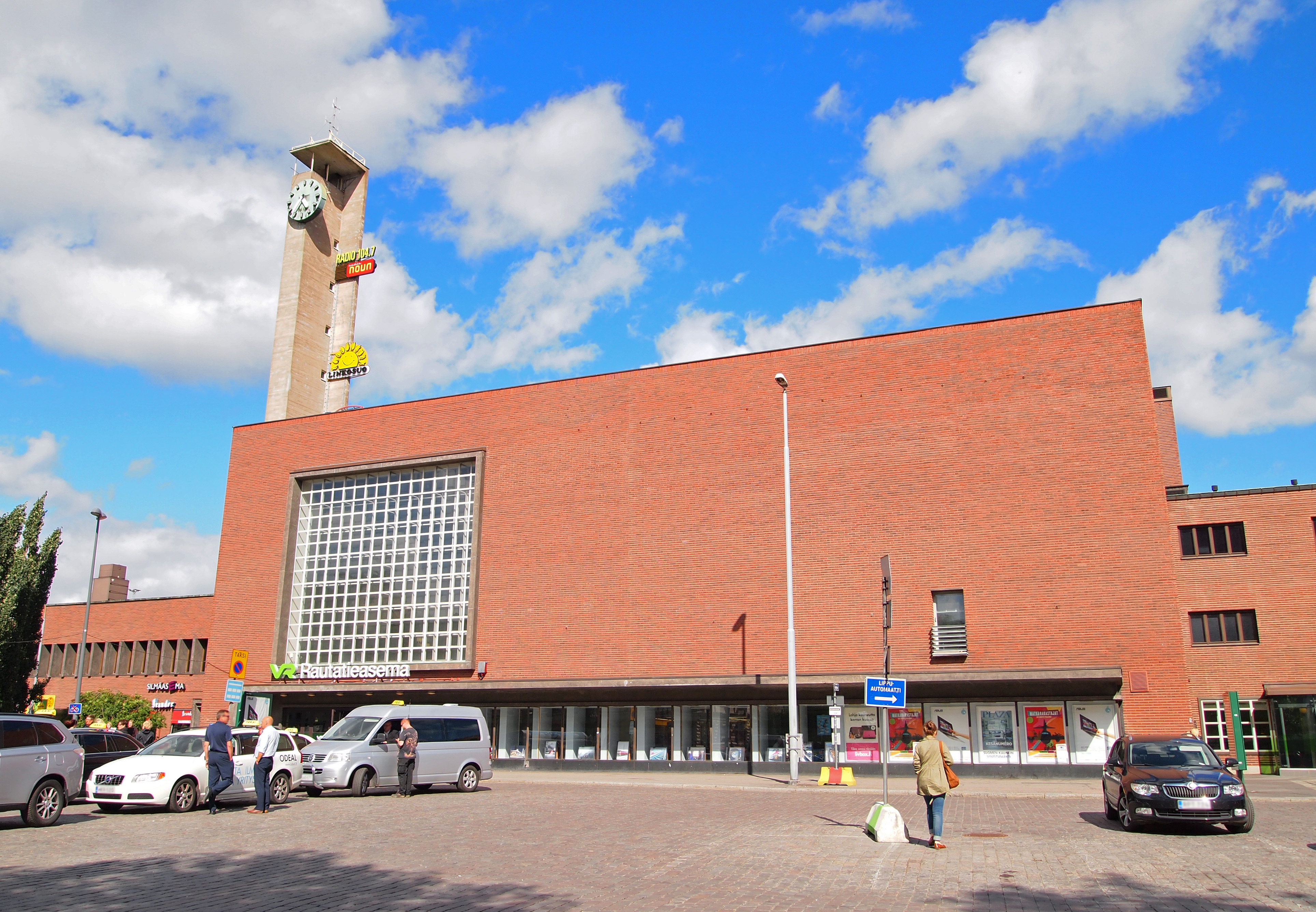
Gare de Tampere
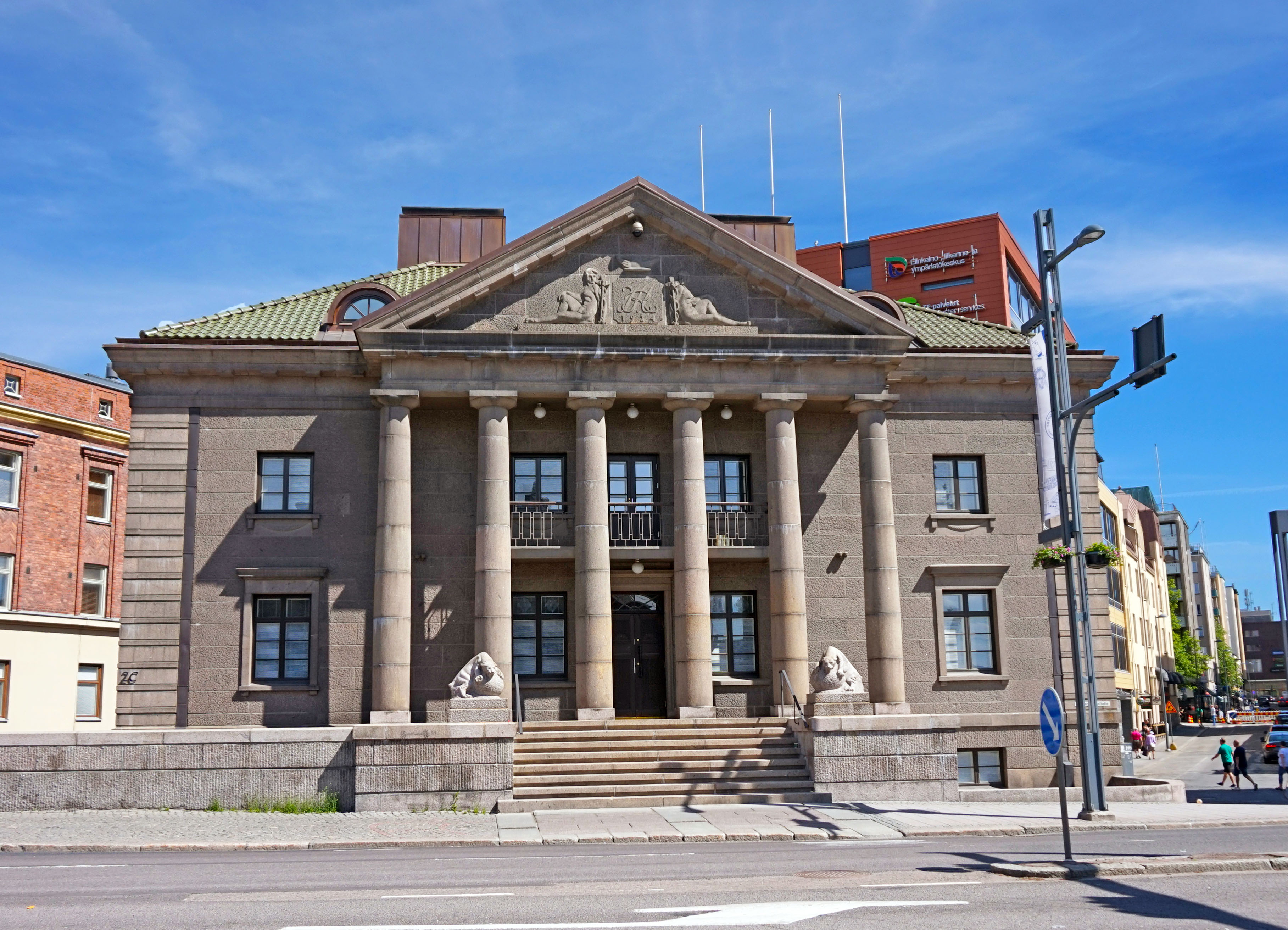
Palais de Haarla.
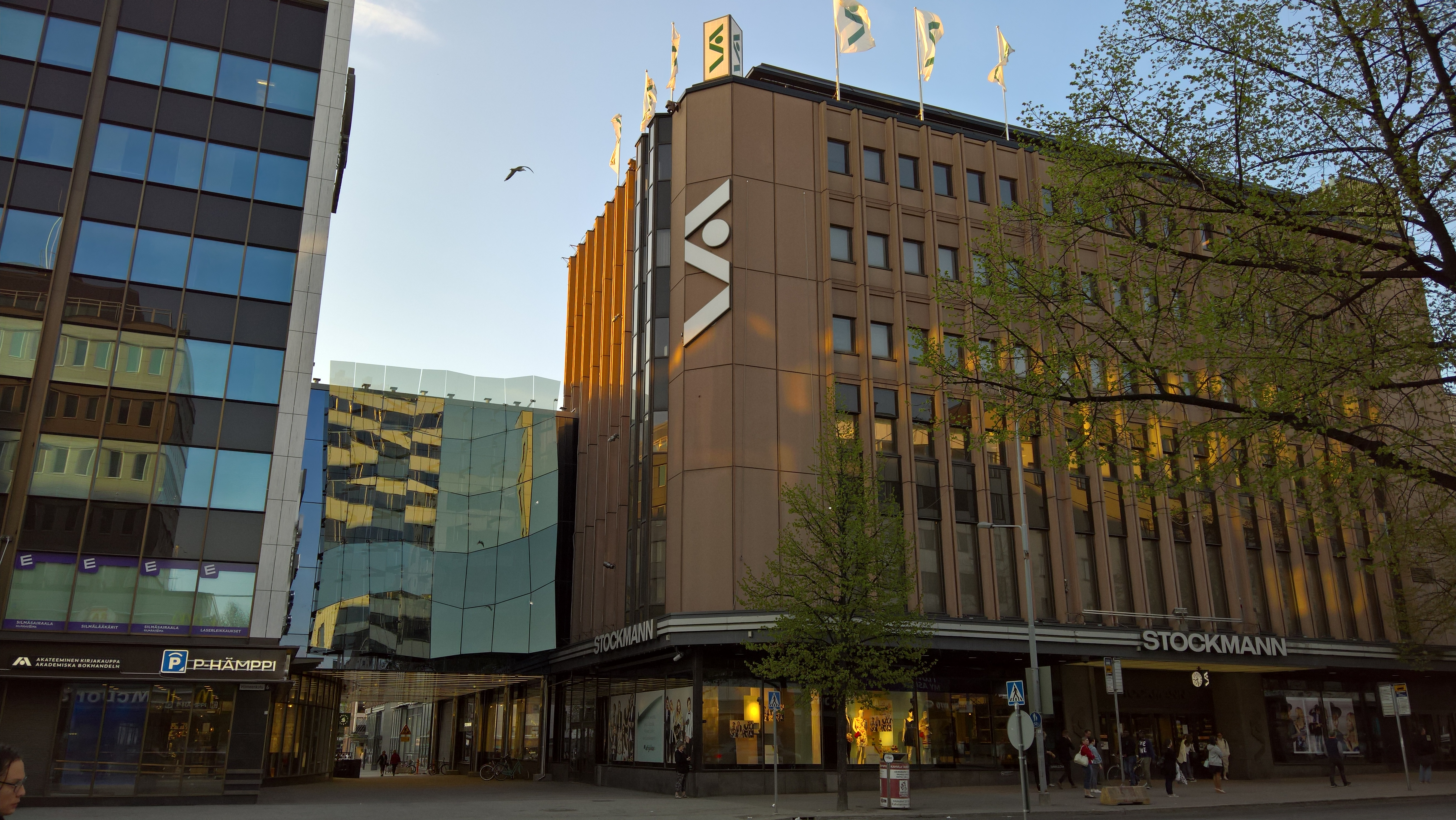
Stockmann
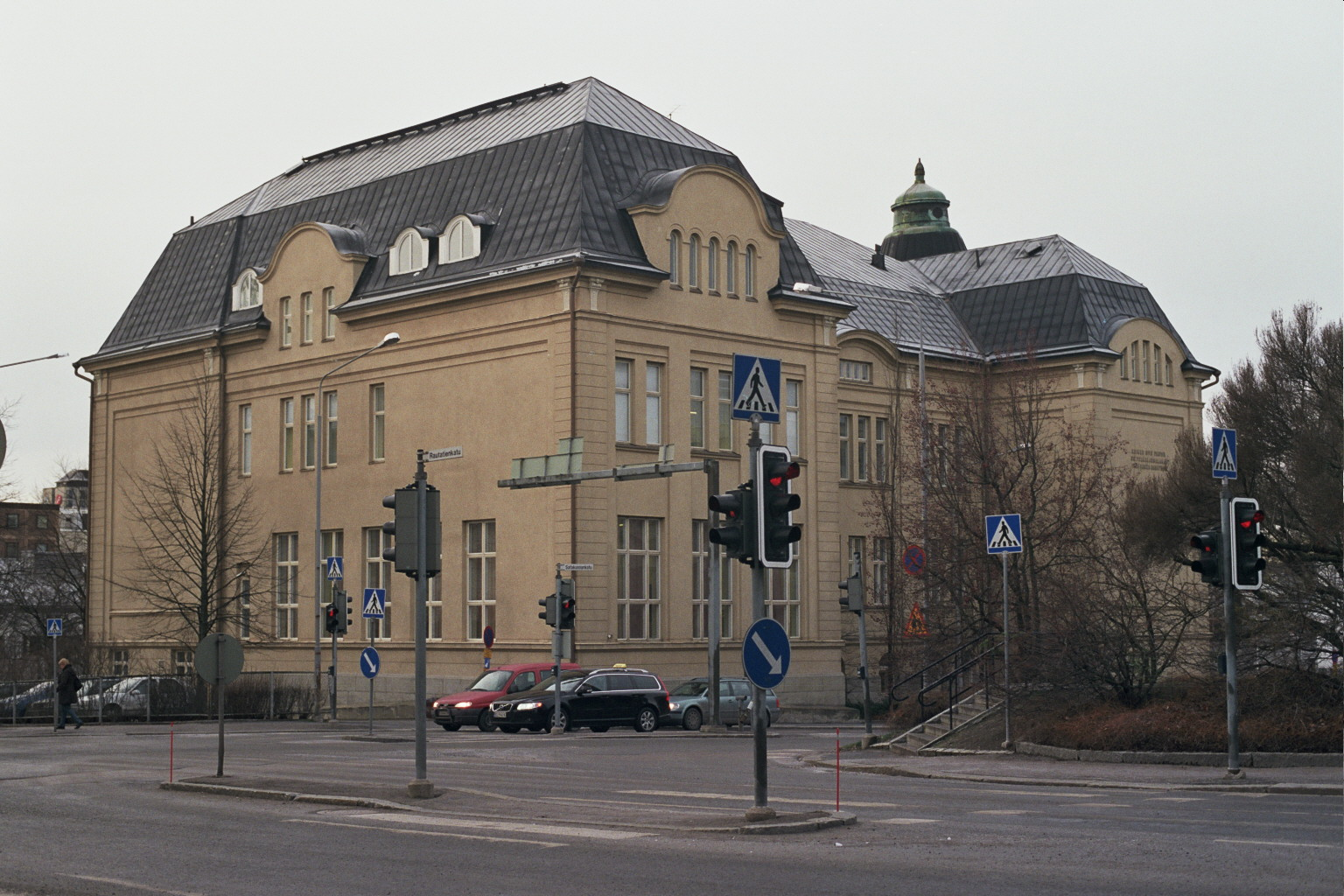
Lycée classique de Tampere.
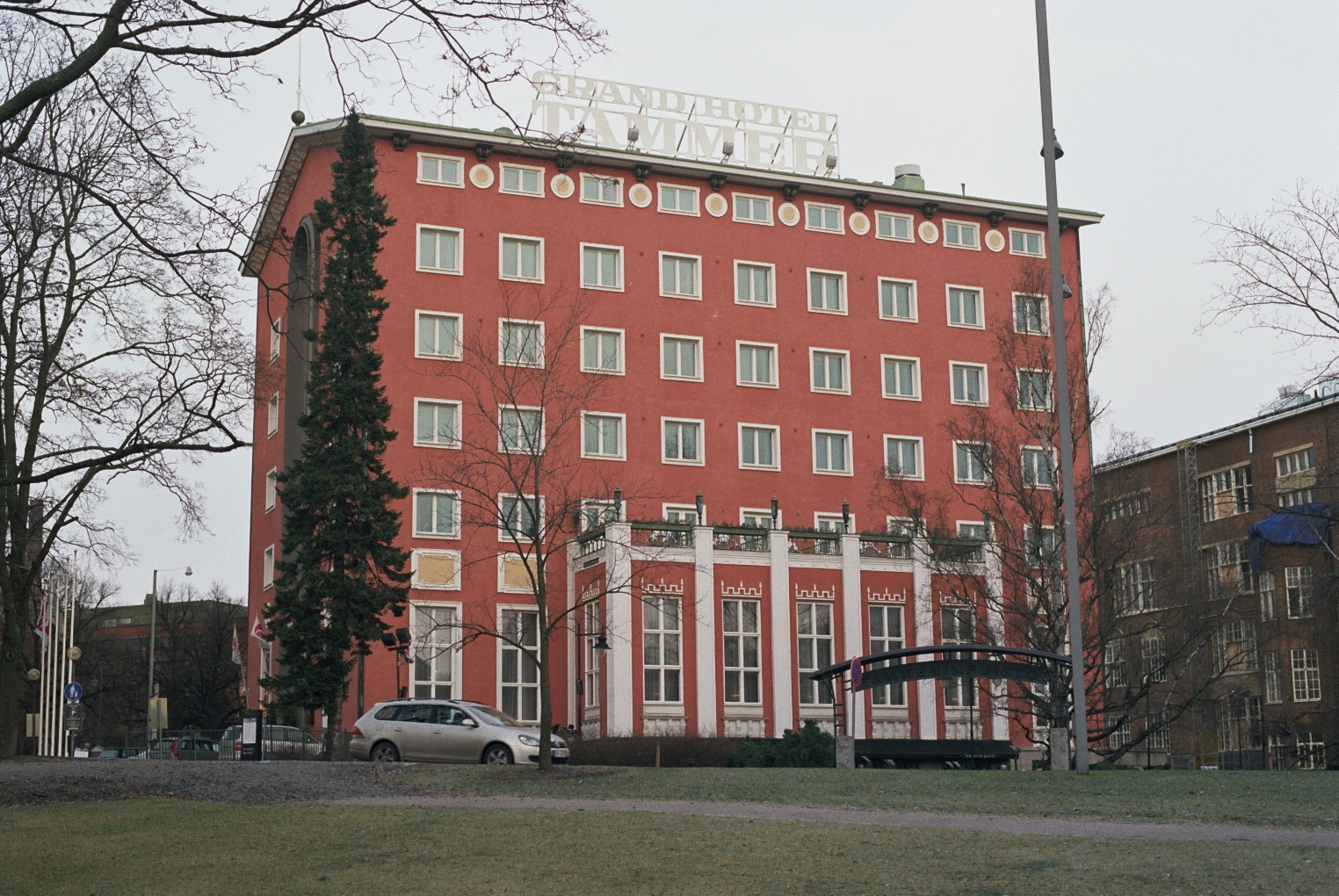
Hôtel Tammer
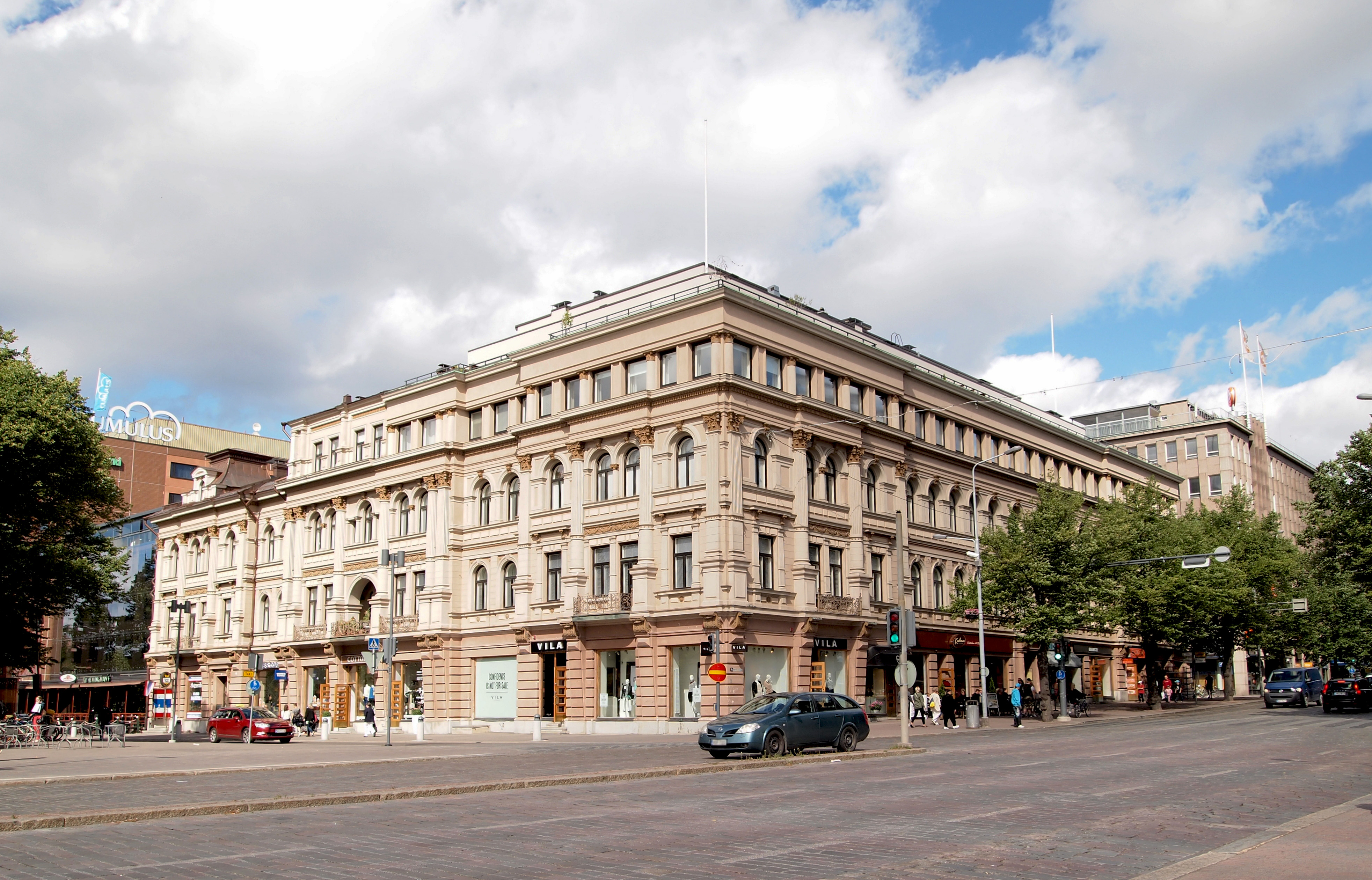
Maison Ruuskanen
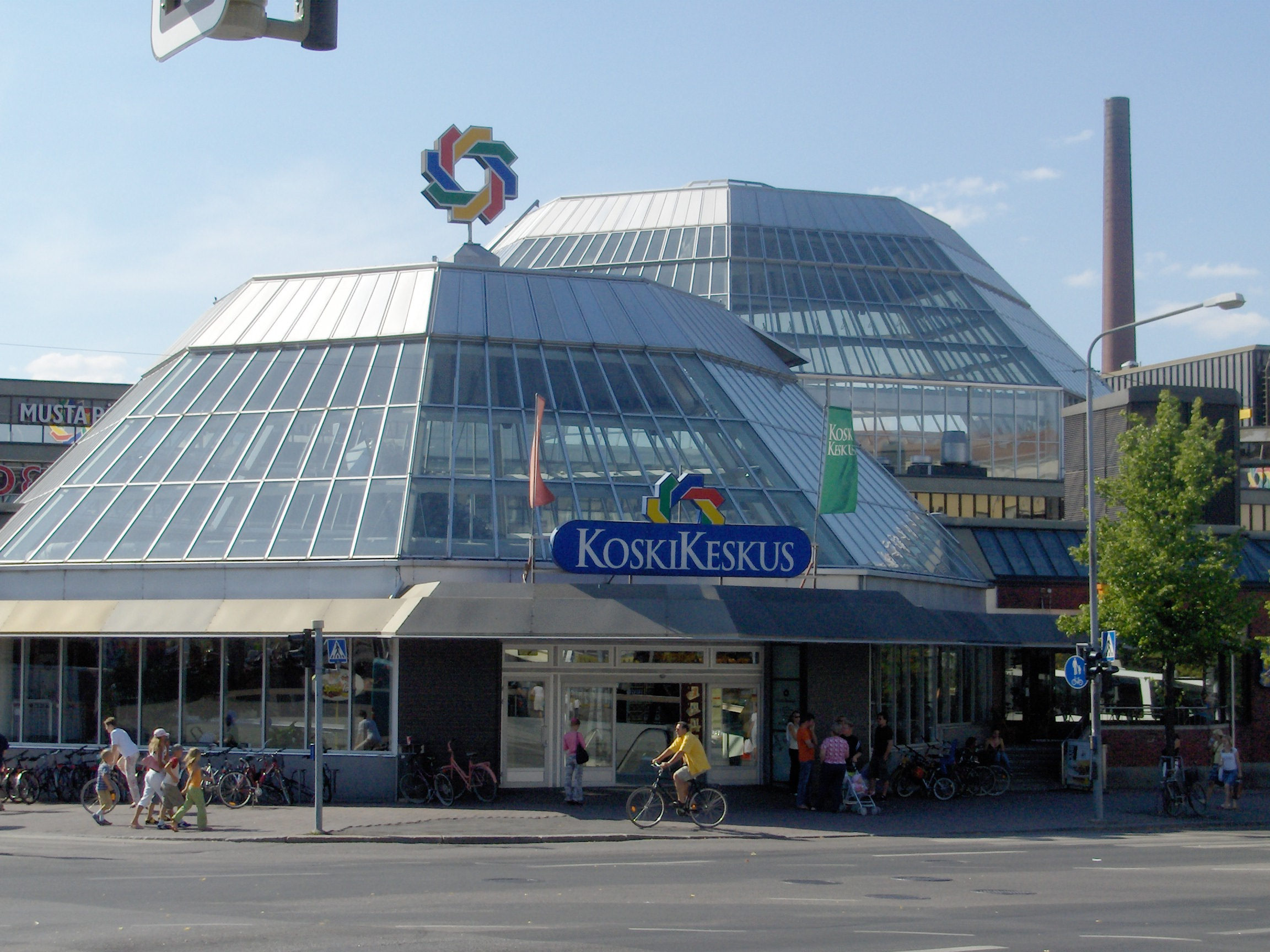
Koskikeskus.
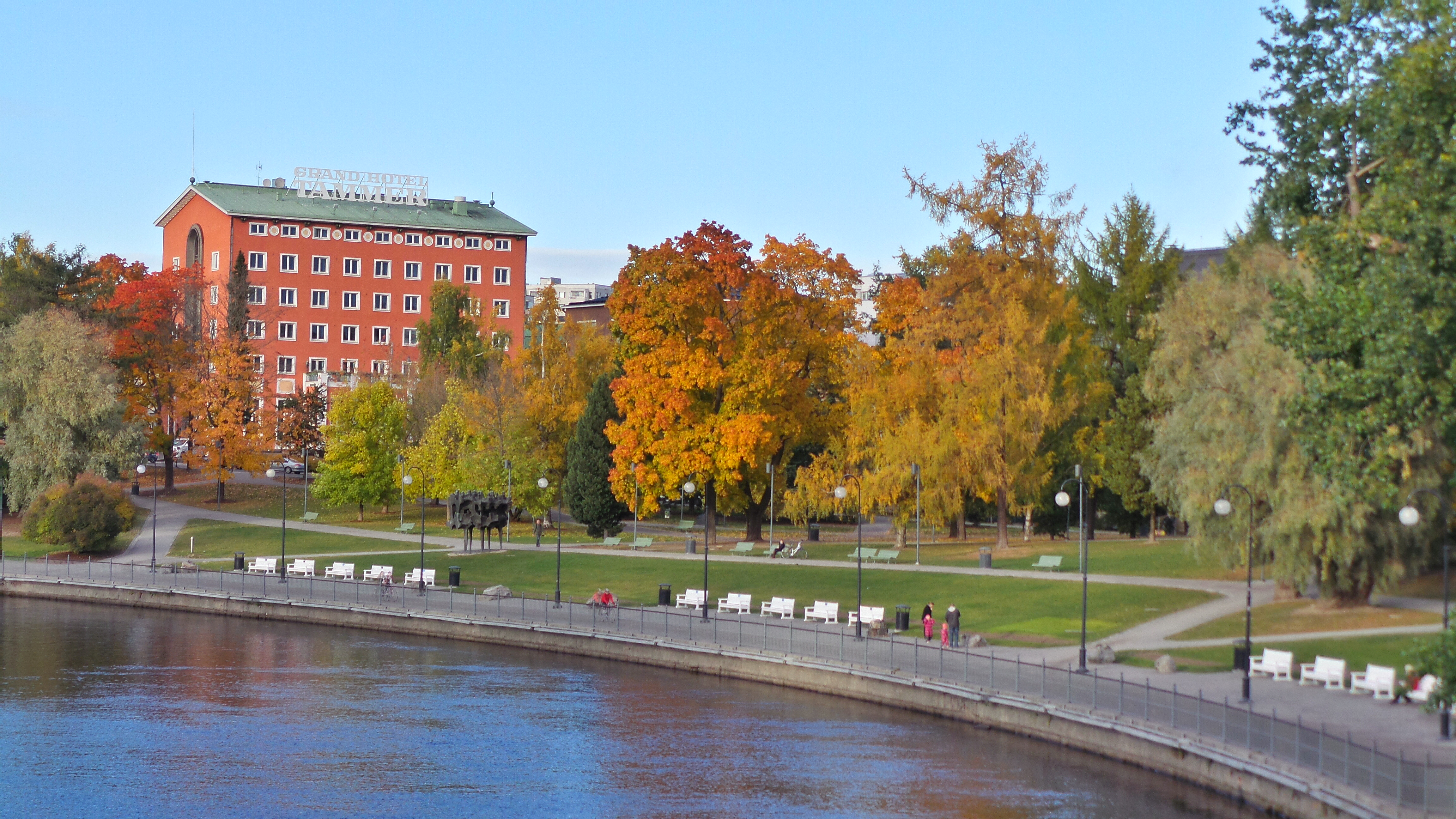
Koskipuisto.
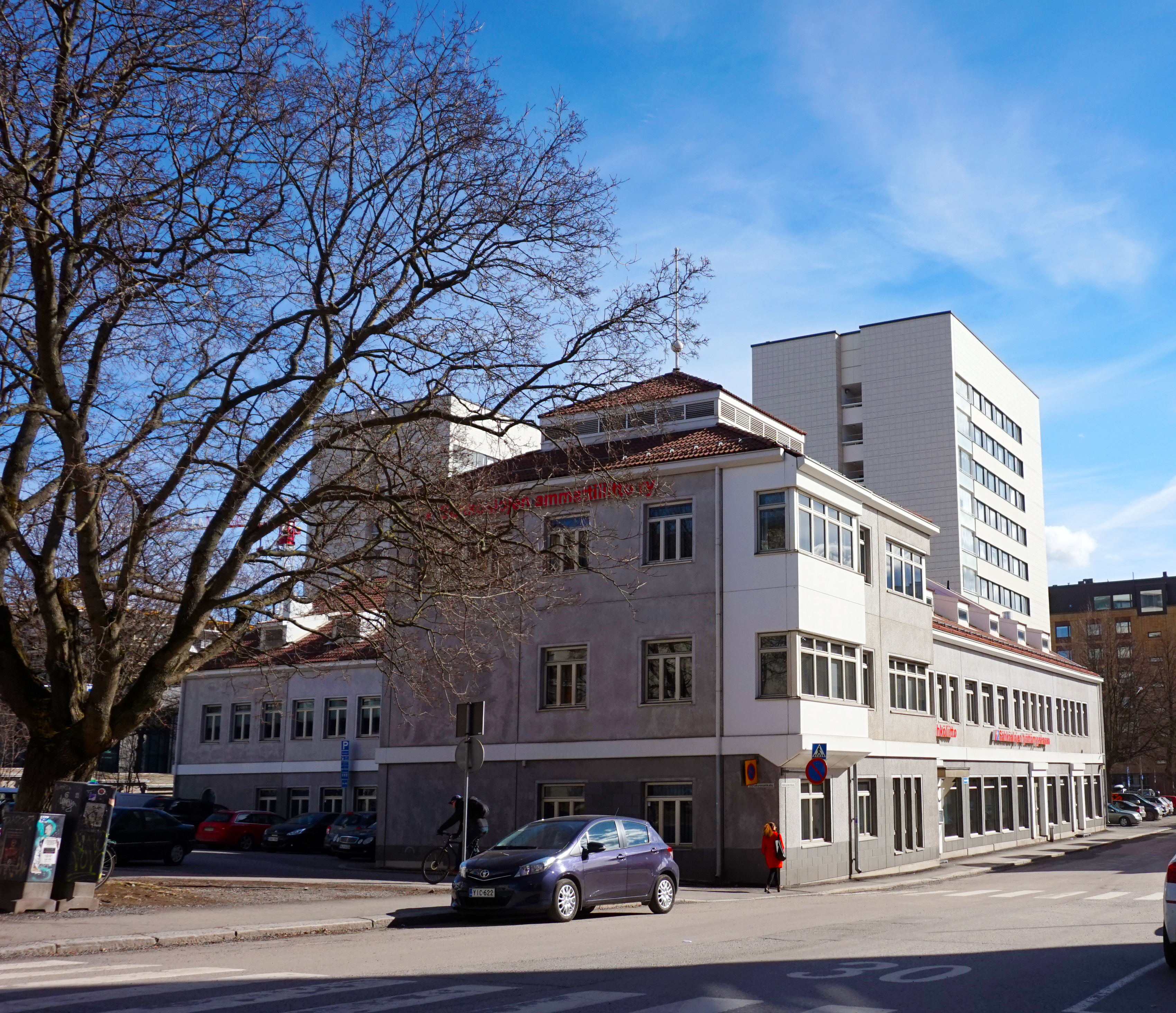
Aleksanterinkatu 15.
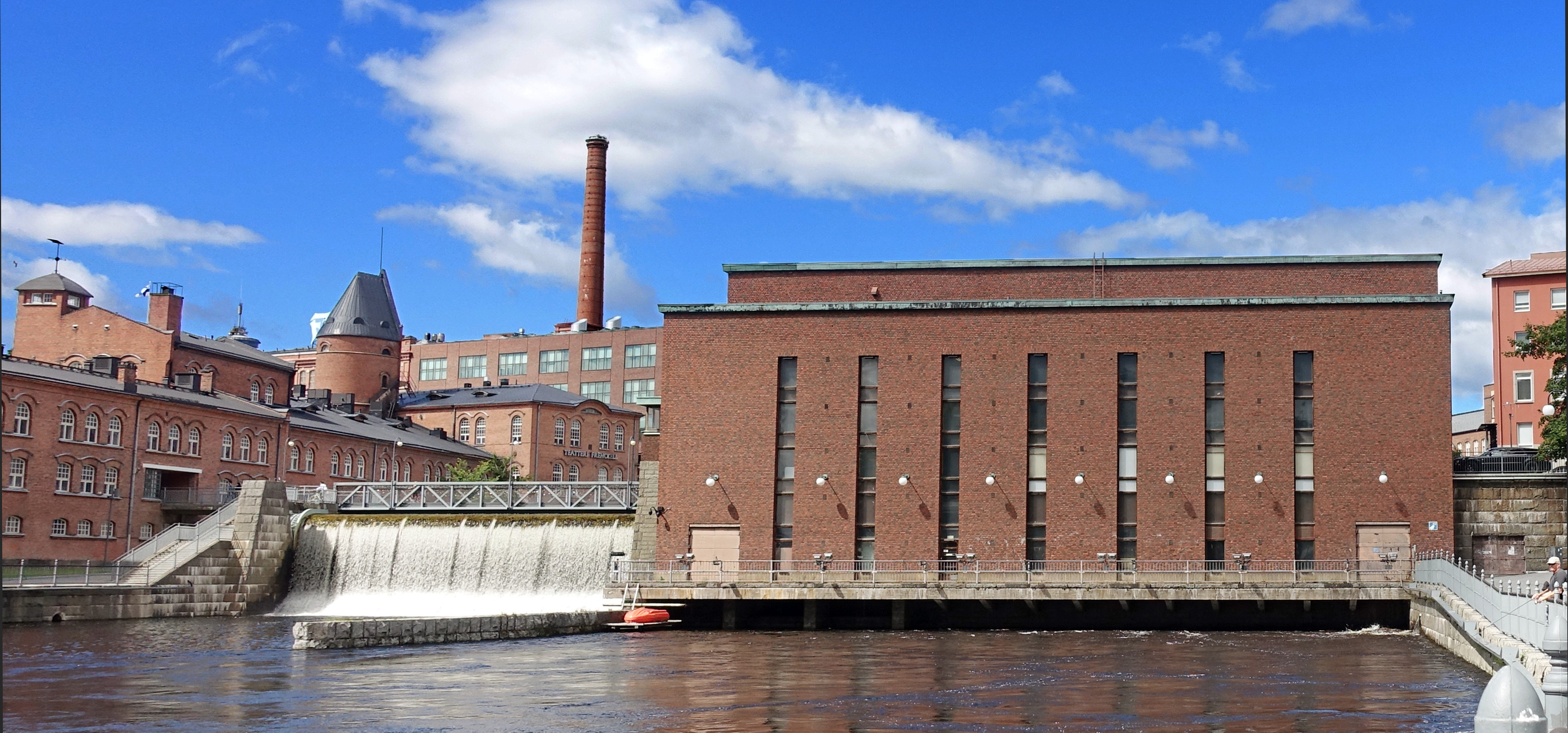
Centrale électrique de la chute centrale